# ラストアライブ
LAST ALIVEは、テレビ東京系列で水曜深夜に放送されていた連続ドラマである。放送期間は2001年4月4日から6月27日で放送回数は全11回。放送時間は26:25-26:55。

## 概要
放送終了後クロックワークスによりDVD化している。

## 出演者
- 仲根かすみ
- 安藤希
- 小倉優子
- 石川佳奈
- 河井ゆうこ
- 上原まゆみ
- 斎藤陽子
- 山上賢治
- 藤原ひとみ
- 林真奈美

## 監督
- 稲葉正宏
- 足立内仁章

## 主題歌
安藤希「Place」

## 制作
電通、エーステレビ